# Лохслой (Вашингтон)
Лохслой (англ. Lochsloy) — переписна місцевість (CDP) в США, в окрузі Сногоміш штату Вашингтон. Населення — 2806 осіб (2020).

## Географія
Лохслой розташований за координатами 48°3′35″ пн. ш. 122°2′28″ зх. д. / 48.05972° пн. ш. 122.04111° зх. д. (48.059710, -122.041061).  За даними Бюро перепису населення США в 2010 році переписна місцевість мала площу 19,33 км², уся площа — суходіл.

## Демографія
Згідно з переписом 2010 року, у переписній місцевості мешкали 2533 особи в 946 домогосподарствах у складі 729 родин. Густота населення становила 131 особа/км².  Було 991 помешкання (51/км²).
Расовий склад населення:
| - 93,4 % — білих - 1,3 % — азіатів - 0,7 % — корінних американців - 0,2 % — вихідців з тихоокеанських островів - 0,2 % — чорних або афроамериканців - 1,3 % — осіб інших рас |

До двох чи більше рас належало 3,1 %. Частка іспаномовних становила 3,4 % від усіх жителів.
За віковим діапазоном населення розподілялося таким чином: 20,6 % — особи молодші 18 років, 68,0 % — особи у віці 18—64 років, 11,4 % — особи у віці 65 років та старші. Медіана віку мешканця становила 44,6 року. На 100 осіб жіночої статі у переписній місцевості припадало 106,1 чоловіків;  на 100 жінок у віці від 18 років та старших — 102,8 чоловіків також старших 18 років.
Середній дохід на одне домашнє господарство  становив 97 115 доларів США (медіана — 76 523), а середній дохід на одну сім'ю — 98 317 доларів (медіана — 81 923). За межею бідності перебувало 5,3 % осіб, у тому числі 6,4 % дітей у віці до 18 років та 0,0 % осіб у віці 65 років та старших.
Цивільне працевлаштоване населення становило 1306 осіб. Основні галузі зайнятості: освіта, охорона здоров'я та соціальна допомога — 18,7 %, виробництво — 18,3 %, будівництво — 13,9 %, науковці, спеціалісти, менеджери — 10,9 %.